# 208
208 (CCVIII, na numeração romana) foi um ano bissexto do século III, do Calendário Juliano, da Era de Cristo, teve início a uma sexta-feira e terminou a um sábado, e as suas letras dominicais foram C e B.
| Ano completo                          |
| ------------------------------------- |
| Ano bissexto com início à sexta-feira |

## Nascimentos
- 1 de Outubro - Alexandre Severo, imperador romano. (m 235)